# Cláudio Biekarck
Cláudio Biekarck (São Paulo, 16 de mayo de 1951) es un deportista brasileño que compitió en vela en las clases Star, Finn y Lightning.
Ganó una medalla de plata en el Campeonato Mundial de Star de 1972, una medalla de bronce en el Campeonato Mundial de Finn de 1977 y tres medallas en el Campeonato Mundial de Lightning entre los años 1983 y 2011.

## Palmarés internacional
| Campeonato Mundial | Campeonato Mundial  | Campeonato Mundial | Campeonato Mundial |
| Año                | Lugar               | Medalla            | Clase              |
| ------------------ | ------------------- | ------------------ | ------------------ |
| 1972               | Caracas (Venezuela) | Medalla de plata   | Star               |

| Campeonato Mundial | Campeonato Mundial | Campeonato Mundial | Campeonato Mundial |
| Año                | Lugar              | Medalla            | Clase              |
| ------------------ | ------------------ | ------------------ | ------------------ |
| 1977               | Palamós (España)   | Medalla de bronce  | Finn               |

| Campeonato Mundial | Campeonato Mundial | Campeonato Mundial | Campeonato Mundial |
| Año                | Lugar              | Medalla            | Clase              |
| ------------------ | ------------------ | ------------------ | ------------------ |
| 1983               | Nápoles (Italia)   | Medalla de bronce  | Lightning          |
| 1993               | Ilhabela (Brasil)  | Medalla de bronce  | Lightning          |
| 2011               | Búzios (Brasil)    | Medalla de plata   | Lightning          |